# Gaskispor
Gaskispor is een sportclub opgericht in Gaziantep, Turkije. De clubkleuren zijn blauw en wit. De thuisbasis van de voetbalclub is het Gaskistadion.
Gaskispor werd in 1984 opgericht als Itfaiyespor, de club van de plaatselijke brandweermannen (itfaiye is Turks voor brandweer). Later, toen de club werd gesteund door de gemeente Gaziantep, veranderde men de naam in Belediyespor (belediye is Turks voor gemeente). Toen de club ook nog werd gesteund door het bedrijf GASKI, werd de clubnaam uiteindelijk veranderd in Gaskispor.
Gaskispor heeft een nauw samenwerkingsverband met een andere club uit Gaziantep die tevens wordt gesteund door de gemeente: Gaziantep Büyükşehir Belediyespor. Gaskispor heeft daarnaast ook een samenwerkingsverband met de andere ploeg uit Gaziantep: Gaziantepspor. Gaskispor dient als een soort 'opleidingsclub'. Jonge spelers die geen kans krijgen of die nog moeten doorgroeien bij Gaziantepspor en Gaziantep Büyükşehir Belediyespor, voetballen eerst bij Gaskispor.
Witte Groep: 1461 Trabzon FK · 24 Erzincanspor · Adana 01 FK · Altay · Afyonspor · Altınordu · Ankaraspor · Batman Petrolspor · Beykoz Anadoluspor · Fethiyespor · İnegölspor· İskenderunspor · Isparta 32 Spor · Karaköprü Belediyespor · Kastamonuspor 1966 · Kepezspor · Kırklarelispor · Sarıyer

Rode Groep:  68 Aksarayspor · Ankara Demirspor· Arnavutköy Belediyespor · Belediye Derincespor· Beyoğlu Yeni Çarşı · Bucaspor 1928· Diyarbekirspor · Elazığspor · Erbaaspor · Giresunspor · Karacabey Belediyespor· Karaman FK · Menemen FK · Nazillispor · Serik Belediyespor · Somaspor · Vanspor FK · Yeni Mersin İdmanyurdu